# Jan und Joël Martel

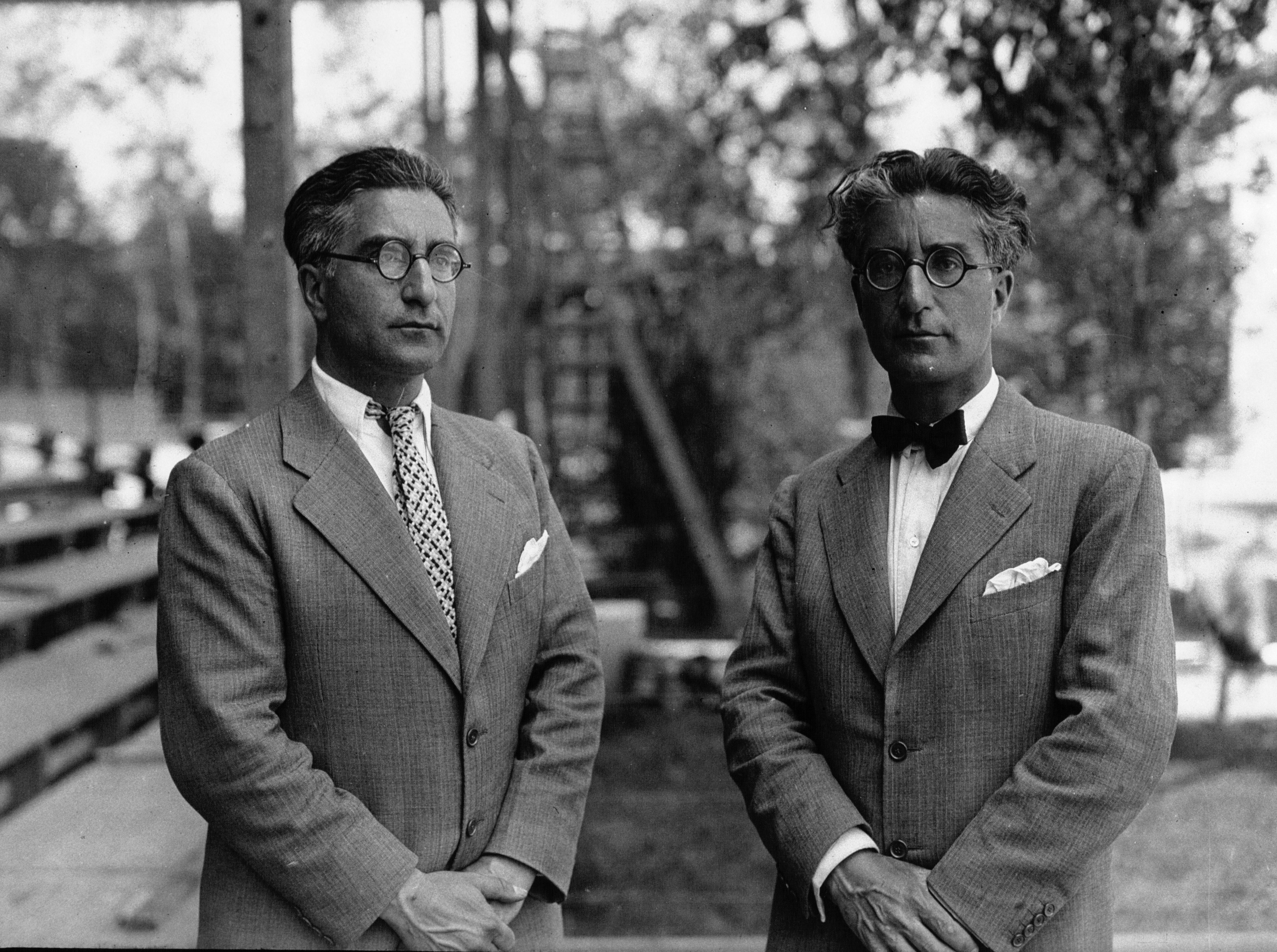
Jan und Joël Martel bei der Einweihung ihres Denkmals für Claude Debussy (1932)

Die Zwillinge Jan Martel (* 5. März 1896 in Nantes, Frankreich; † 16. März 1966 in Paris) und Joël Martel (* ebd., † 26. September 1966 in Paris) waren Bildhauer, Designer und Inneneinrichter.
Ihr Werk reicht von Skulpturen, Denkmälern und Brunnen im Stil des Art déco oder Kubismus, bis zu Inneneinrichtungen für Villen in den 1920er Jahren. Beide teilten sich ein Atelier und entwarfen ihre Arbeiten gemeinsam. Signiert wurde ebenfalls gemeinsam mit MARTEL. Neben Teilnahmen an  Ausstellungen im Salon des Indépendants, im Salon d’Automne und im Salon des Tuileries in Paris, der Exposition internationale des Arts Décoratifs et industriels modernes von 1925 in Paris, entwarfen sie zum Beispiel 1932 ein Denkmal für Claude Debussy.
1924 bis 1926 baute der französische Architekt Robert Mallet-Stevens für die Brüder ein Atelier-Haus (10 Rue Mallet-Stevens, Paris, 16. Arrondissement). Das gemeinsame Atelier befand sich im Parterre. Noch heute befinden sich viele ihrer Arbeiten in der Villa, die an dem jährlichen Tag des offenen Denkmals für Besucher offensteht. Zahlreiche Bronzeplastiken werden noch heute auf Auktionen gehandelt.
Jan starb am 16. März 1966 in Paris durch einen Unfall und Joël sechs Monate später am 26. September 1966 ebenda nach einer langen Krankheit.

## Werke (Auswahl)
- Buste de Robert Bizot
- La Belette
- Nu
- Ange à la Trompette
- Le Coq Chantant
- Moineau, Bec Ouvert
- Voiture de Course
- Joueur de Polo
- «Paris», Saint Christophe
- Pigeon Mandarin
- Le Commandant Guilbaut
- Oiseau Perché
- Maquette du Grand Miroir Polyédrique
- Femme à la Rose
- L'Accordioniste
- Locomotive en marche, Aluminium auf Holzsockel 1931.[1]
- Monument au maréchal Leclerc

Eine Werkschau Jan et Joël Martel fand in Saint Jean-de-Monts / La Roche-sur-Yon, Frankreich statt.